# 洗稿
洗稿一词流行于新闻传媒行业内部，是脱胎于“洗钱”的新词，指新闻传媒（特别是新闻网站）及网络文学行业通过一系列手段将稿子由“黑”洗“白”，掩盖其真实来源，争取审查时间差或躲避著作权。
中国大陆的洗稿现象分为三种，即规避新闻发布政策的洗稿、以非法转载为目的的洗稿，以及网络文学方面的洗稿。

## 新闻发布类

### 规避政策
中国大陆的互联网新闻政策限制了各大媒体报道新闻的权利，新闻网站若不在国家网信办官网公布的《可供网站转载新闻的新闻单位名单》 （页面存档备份，存于）中，将不具备新闻采编权。
根据互联网新闻信息服务单位分类，二类新闻网站（搜狐网、新浪网、凤凰网等商业门户网站）发布的时政类新闻，必须来自《可供网站转载新闻的新闻单位名单》。
所以，当网络媒体想要发表非正规来源的稿件时，就想办法让白名单中的网站先转载这个稿子，然后再从白名单网站中把这个稿子转出来。

### 非法转载
对于原发布单位禁止转载的稿件，通过数次转载来隐匿作品最初诸多信息而将其发表。
据业内人士介绍，一种可能的“洗稿”方式是：先以网友的身份将稿件转贴至论坛，再从论坛转载至新闻频道，出处注为“某某论坛”；或者直接转载过来，但出处注为“某某网”，这样原媒体追踪侵权也比较困难了。
这种行为类似于将他人稿子改头换面而隐去原作者信息后重新发表，本质上是一种比较隐晦的剽窃和抄袭行为。在洗稿过程中，一些转载媒体在转载后隐去文章的原作者，甚至对一些内容进行了增删、修改，还可能涉嫌侵犯相关权利人的署名权、修改权和保护作品完整权。

## 网络小说类
除新闻媒体的洗稿外，网络小说行业的洗稿、抄袭现象层出不穷。有些小说在总体内容与他人作品的节奏和大纲相似，仅仅更改了背景和一些细节后就重新发布。或是将他人作品的故事桥段、模式和情节化用在自己的作品里，这称之为“融梗”。这就给抄袭的认定带来了挑战。《花千骨》、《三生三世十里桃花》、《锦绣未央》等已经被改编成电影、电视剧的网络小说都被曝光涉嫌抄袭他人作品。

### 引用
1. 1 2  魏芳. . 中国新闻出版报. 2014-01-23  [2015-10-30]. （原始内容存档于2016-03-04）.
2. ↑  《互联网新闻信息服务管理规定》 （页面存档备份，存于）.中华人民共和国中央人民政府.[2005-09-29].
3. ↑  编辑网(公众号). . 传媒大观察. 2015-05-06  [2015-10-30]. （原始内容存档于2019-09-04）.
4. ↑  财新实习记者 田园. . 财新网. 2014年1月20日  [2015-10-30]. （原始内容存档于2019-09-05）.
5. ↑  . tech.sina.com.cn.   [2018-11-12]. （原始内容存档于2019-09-05）.